# Курода, Харухико
Харухико Курода (яп. 黒田 東彦; род. 25 октября 1944, Омута, Японская империя) — японский государственный деятель, управляющий Центральным банком Японии (2013—2023).

## Биография
Родился в городе Омута в 1944 году. С детства интересовался художественной и академической литературой. В 1967 году он выпустился из Токийского университета, где изучал юриспруденцию. Планировал стать судьёй или учёным, но по настоянию отца после учёбы в том же году поступил на службу в Министерство финансов Японии.
С 1999 по 2003 год был заместителем министра финансов по международным отношениям, сменив на этом посту Эйсуке Сакакибару. В январе 2003 года ушел из Министерства финансов, до 2005 года работал Специальным советником при правительстве Японии. С 1 февраля 2005 года по 18 марта 2013 года был президентом Азиатского банка развития. За время его руководства банк увеличил активы с 55 до 165 миллиардов долларов. При нём была принята стратегическая политика организации до 2020 года.
В марте 2013 года, после досрочного ухода с поста предыдущего управляющего Банком Японии Масааки Сиракава, Курода был выдвинут на этот пост правительством премьер-министра Синдзо Абэ. 15 марта его кандидатура была одобрена парламентом, и 19 марта он вступил в должность управляющего Банком Японии. На посту главы ЦБ принялся реализовывать мягкую денежную-кредитную политику в целях борьбы с дефляцией, являясь сторонником «Абэномики». Банк Японии под его руководством начал проводить политику увеличения объёмов покупки краткосрочных и долгосрочных активов, а также отменил так называемое «правило банкноты», согласно которому объём покупаемых ЦБ Японии активов не мог превышать объём денежных средств, находящихся в обращении.

## Награды
- Орден «За выдающиеся заслуги» (16 февраля 2012 года, Узбекистан) — за весомый вклад в развитие сотрудничества Республики Узбекистан с Азиатским банком развития и другими международными финансовыми институтами, активное содействие в реализации программы социально-экономических реформ, расширении и укреплении регионального партнёрства[6][7]